# Бахрейн на Олімпійських іграх
Бахрейн бере участь в Олімпійських іграх з 1984 року. Всього на Іграх країну представляли 45 чоловіків і 6 жінок, які виступали в змаганнях з велоспорту, легкої атлетики, вітрильного спорту, плавання, сучасного п'ятиборства, стрільби та фехтування. Найбільша делегація (14 спортсменів) представляла Бахрейн на Олімпійських іграх у Пекіні. У зимових Олімпійських іграх Бахрейн ніколи не брав участі.
Першу олімпійську медаль для Бахрейну здобула Мар'ям Юсуф Джамал у бігу на 1500 метрів на Лондонській олімпіаді 2012. На Літніх Олімпійських іграх 2008 в Пекіні Рашид Рамзі отримав перемогу у бігу на 1500 метрів але пізніше був дискваліфікований.

## Таблиці медалей

### За літніми Іграми
| Ігри                | Спортсменів | Золото | Срібло | Бронза | Разом | Місце |
| Лос-Анджелес 1984   | 10          | 0      | 0      | 0      | 0     | –     |
| Сеул 1988           | 7           | 0      | 0      | 0      | 0     | –     |
| Барселона 1992      | 10          | 0      | 0      | 0      | 0     | –     |
| Атланта 1996        | 5           | 0      | 0      | 0      | 0     | –     |
| Сідней 2000         | 4           | 0      | 0      | 0      | 0     | –     |
| Афіни 2004          | 10          | 0      | 0      | 0      | 0     | –     |
| Пекін 2008          | 15          | 0      | 0      | 0      | 0     | –     |
| Лондон 2012         | 12          | 0      | 0      | 1      | 1     | 79    |
| Ріо-де-Жанейро 2016 | 35          | 1      | 1      | 0      | 2     | 48    |
| Токіо 2020          | 32          | 0      | 0      | 0      | 0     | –     |
| Усього              | Усього      | 1      | 1      | 1      | 3     | 94    |

### За видами спорту
| Види спорту    | Золото | Срібло | Бронза | Загалом | Місце |
| Легка атлетика | 1      | 1      | 1      | 3       | 57    |
| Усього         | 1      | 1      | 1      | 3       | 94    |